# Tragöß-Sankt Katharein
Tragöß-Sankt Katharein – gmina w Austrii, w kraju związkowym Styria, w powiecie Bruck-Mürzzuschlag. Liczy 1917 mieszkańców (1 stycznia 2015).